# Византийская мозаика

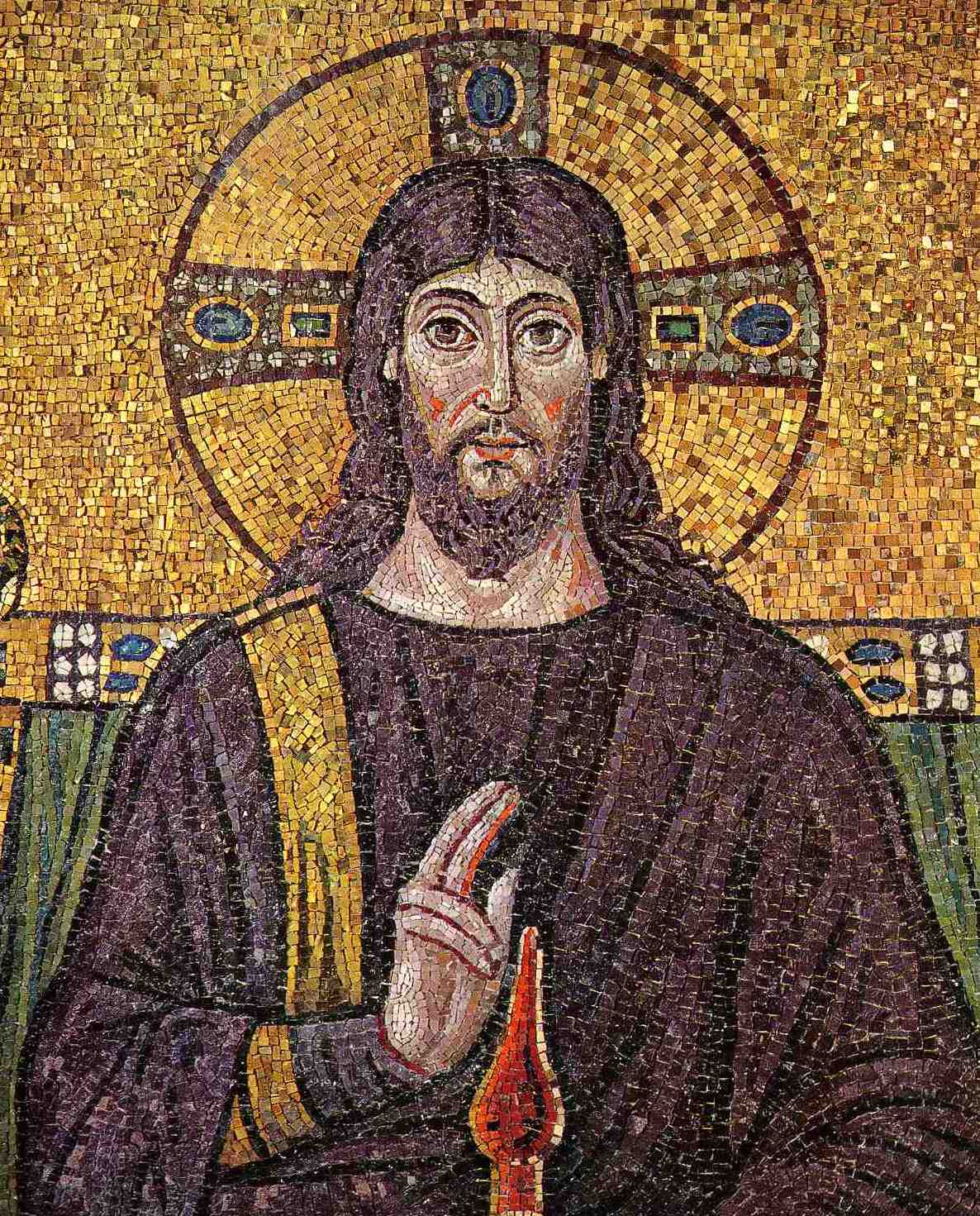
Христос Пантократор. Мозаика из базилики Сант-Аполлинаре-Нуово, Равенна

Моза́ика (фр. mosaïque, итал. mosaico от лат. (opus) musivum — (произведение), посвящённое музам) — техника создания изображений и декорирования какой-либо поверхности  прикреплением к общей основе кусочков материалов, различающихся по цвету, фактуре, текстуре. Разновидность инкрустации. Мозаичное искусство интенсивно развивалось в Византии и испытало расцвет в VI—VII веках («золотой век»), в период после окончания иконоборчества — IX—XV века, «македонского возрождения» и «палеологовского ренессанса».

## Технология
Развитие стеклоделия в Сирии и Византии способствовало совершенствованию искусства мозаики из смальты — окрашенного и глушёного (непрозрачного) стекла при помощи добавления окислов различных металлов. Ближний Восток и восточное побережье Средиземного моря, эллинистический Египет — место возникновения и интенсивного развития технологии стекла. Преобладание синего и тёмно-зелёного цвета на первых этапах развития стеклоделия объясняется примесями окислов железа в песке (основном компоненте стекла) и добавками окислов меди (руды, которую привозили с Синайского полуострова). Примеси ртути, окислов железа, цинка и меди в разных пропорциях придавали стеклу различные оттенки. Олово давало непрозрачность и, следовательно, усиливало отражающую способность и насыщенность цвета. В полутёмных интерьерах раннехристианских храмов светосила фресок оказывалась недостаточной, и росписи постепенно уступали место мозаикам. Ни одна из техник живописи: темперная, акварельная и даже масляная, а тем более фреска — не могут дать такой насыщенности цвета, какую даёт цветное стекло. Для усиления отражающей способности византийцы придумали подкладывать под тессеры (кубики) прозрачного стекла с оборотной стороны золотую фольгу. Так появились знаменитые «золотофонные» византийские мозаики. Кроме того, мастера научились укладывать тессеры на цемент, слегка меняя наклон, создавая мерцание, переливы цвета. Это оказалось особенно эффективным в мозаичных картинах на криволинейных поверхностях куполов и сводов. Мастера использовали прямой мозаичный набор, при котором элементы укладываются оборотной стороной на  основу.

## Художественные особенности
Смальтовые композиции отличались большим разнообразием цвета, яркостью, игрой света на поверхности. Главной художественной особенностью византийских мозаик является великолепный золотой фон, мерцающий как при естественном освещении, так и при свете свечей. Обязательным для византийских мастеров стал технический прием выполнения контуров мозаичных фигур. Контур выкладывался в один ряд кубиков и элементов со стороны фигуры или объекта, и также в один ряд — со стороны фона. Ровная линия таких контуров придавала изображениям на мерцающем фоне четкость. Разнообразие доступных оттенков придавало мозаичным изображением живой объём. Большинство мозаичных панно изображали библейские сюжеты и христианские истории. Византийская кладка рассчитана на восприятие изображения с большого расстояния – картины отличаются некоторой неровностью, «бархатистостью» оттенков и фактур, что «оживляет» созданные изображения.
В периоды расцвета Византийской империи мозаика становилась главным элементом художественной отделки соборов, усыпальниц и базилик, однако позднее из-за дороговизны мозаика была вытеснена фресками.
Византийские мастера работали на территории Италии, в городах, имевших тесные политические и экономические отношения с Константинополем. Поэтому наиболее выдающиеся в художественном отношении образцы сохранились в базилике Св. Марка в Венеции и в храмах Равенны: в церкви Сан-Витале (около 547 г.), Сан-Аполлинаре и Сан-Аполлинаре Нуово (580-е гг.), а также частично сохранившиеся мозаики в храме Св. Софии в Константинополе (867 г.).

## Галерея

Мозаики базилики Сан-Витале
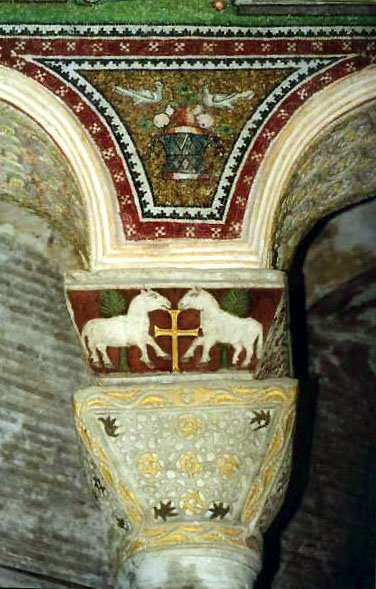
Мозаичное украшение капители
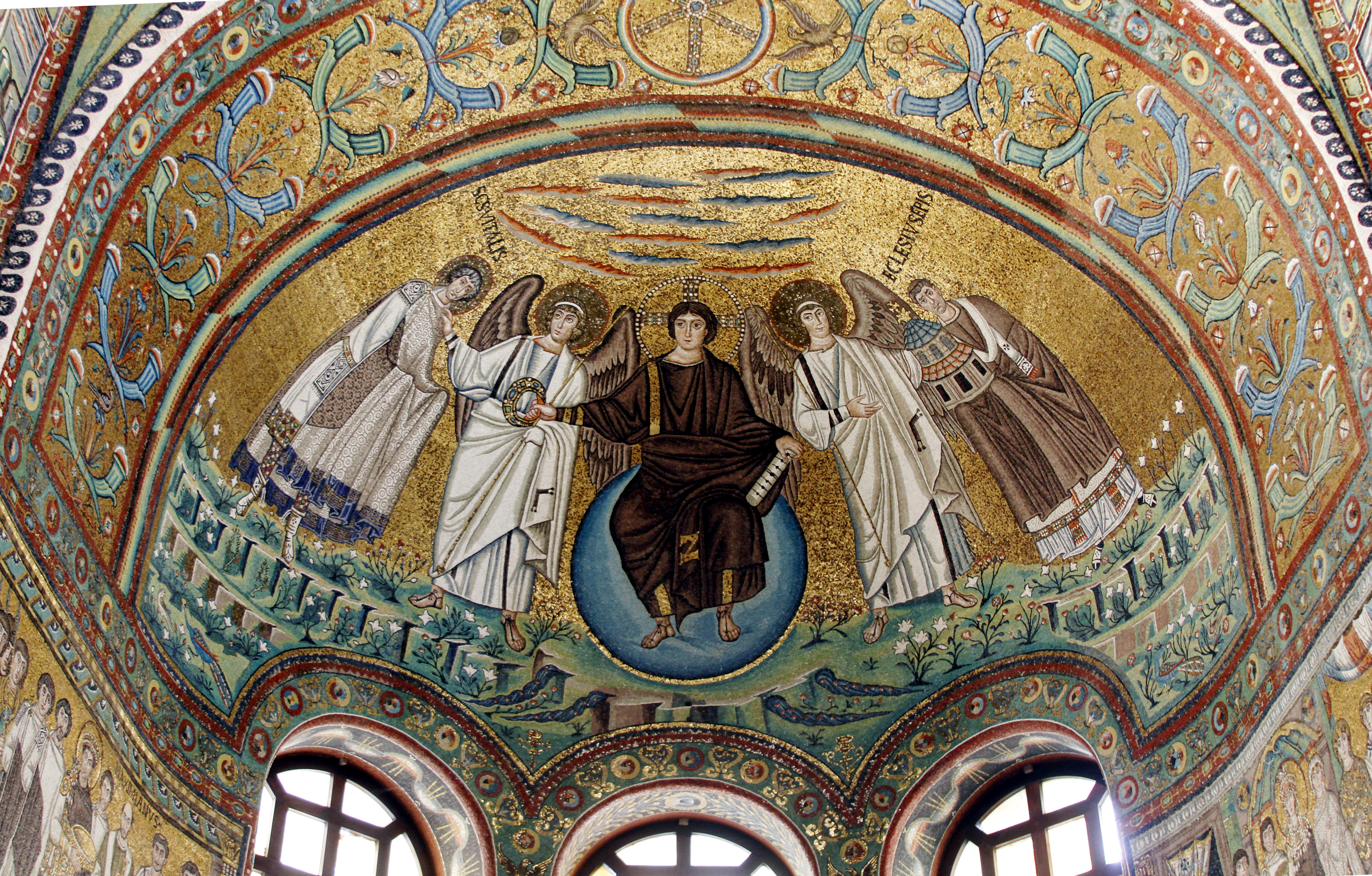
Мозаика конхи
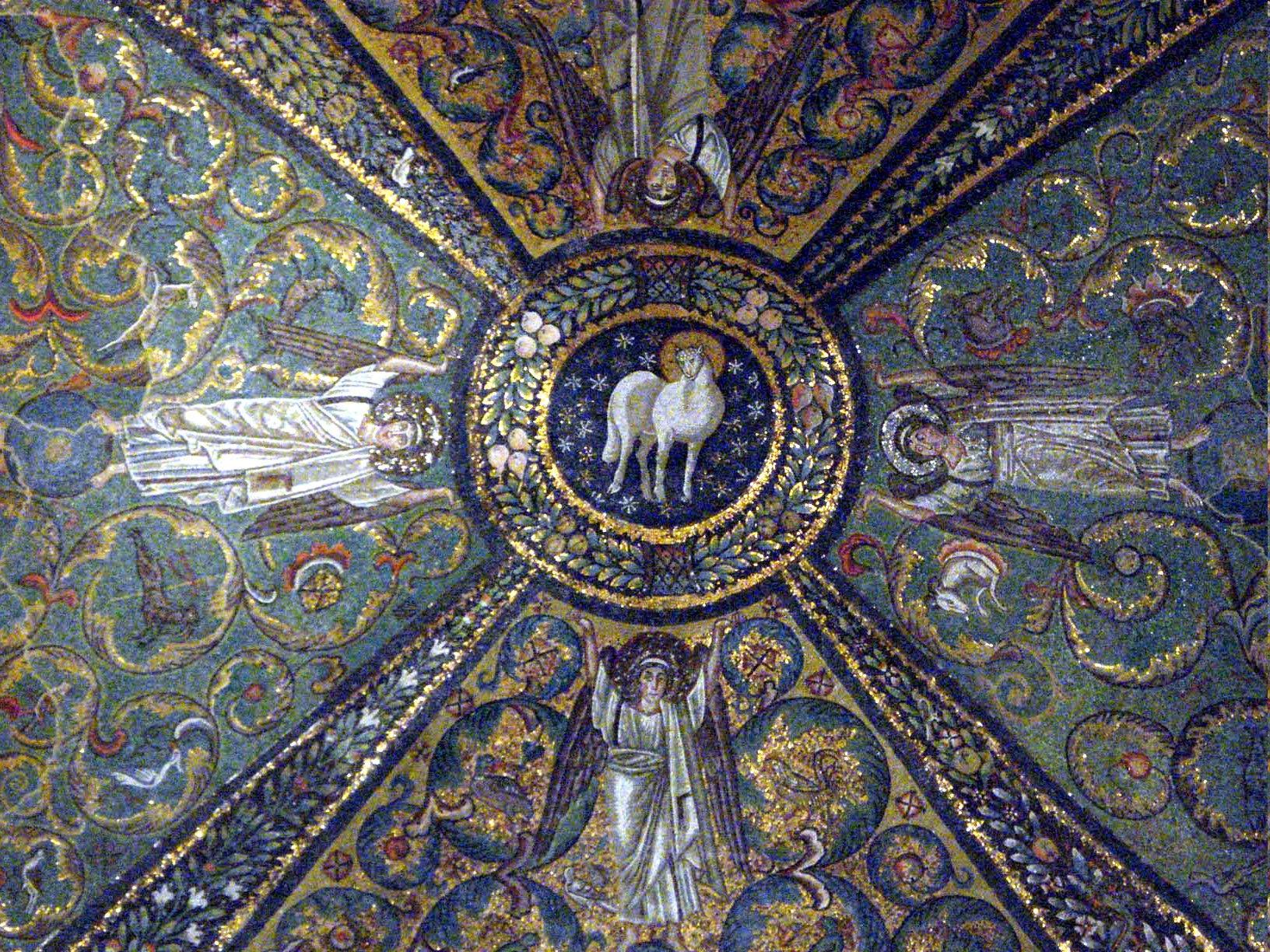
Мозаика свода
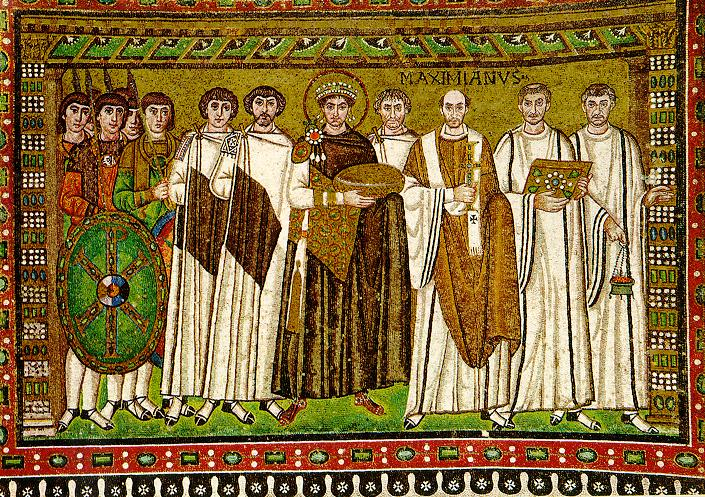
Император Юстиниан со свитой
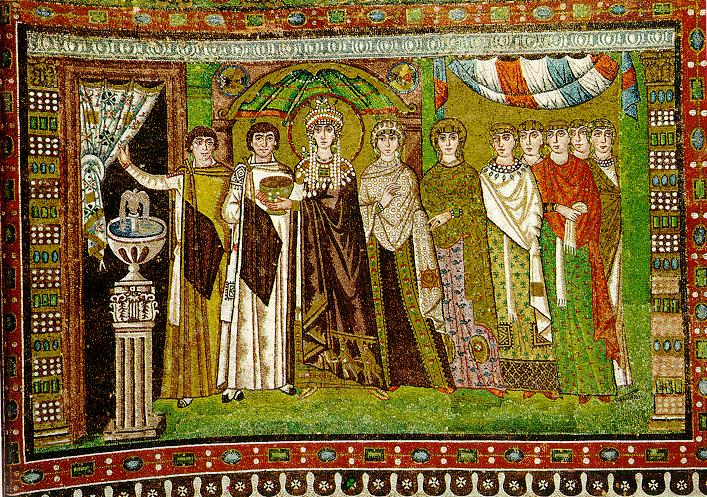
Императрица Феодора со свитой

Мозаики Собора Святой Софии в Константинополе
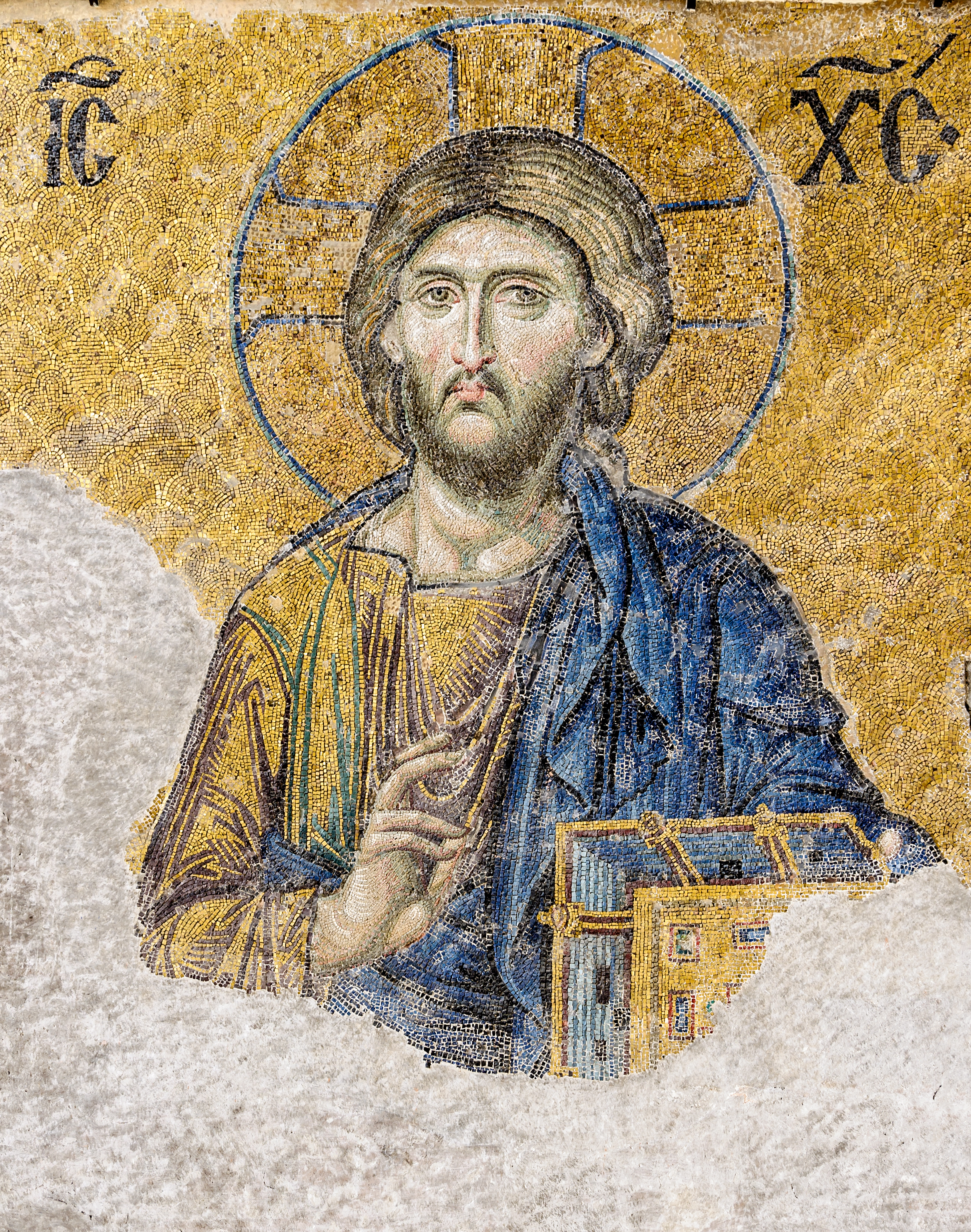
Христос-Пантократор
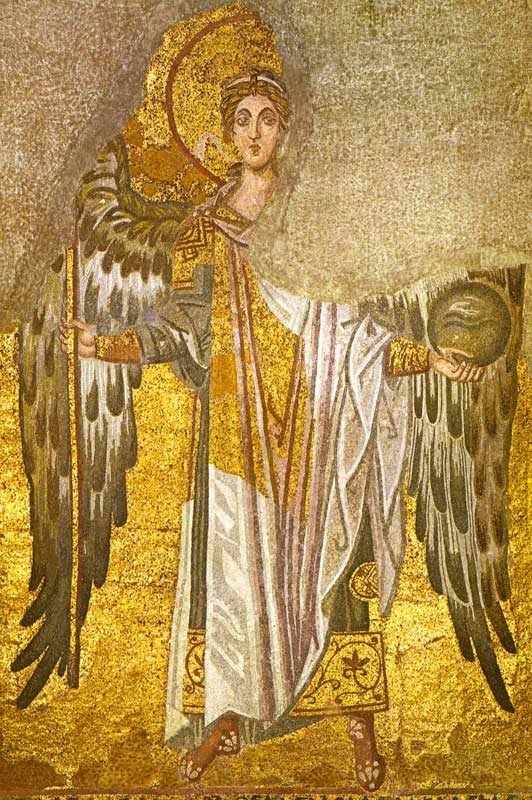
Архангел Гавриил (мозаика свода вимы)
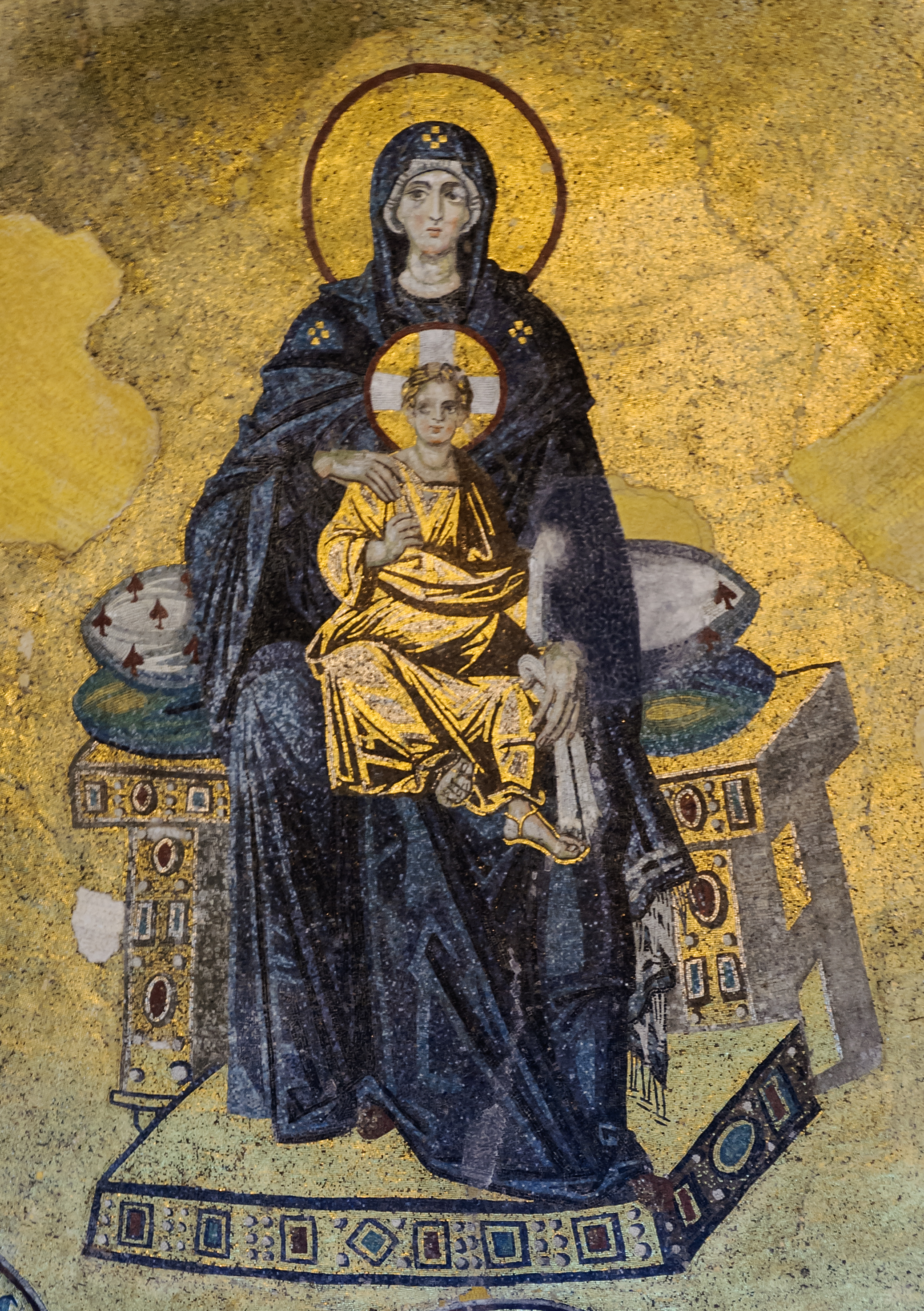
Мозаичное изображение Богородицы в апсиде
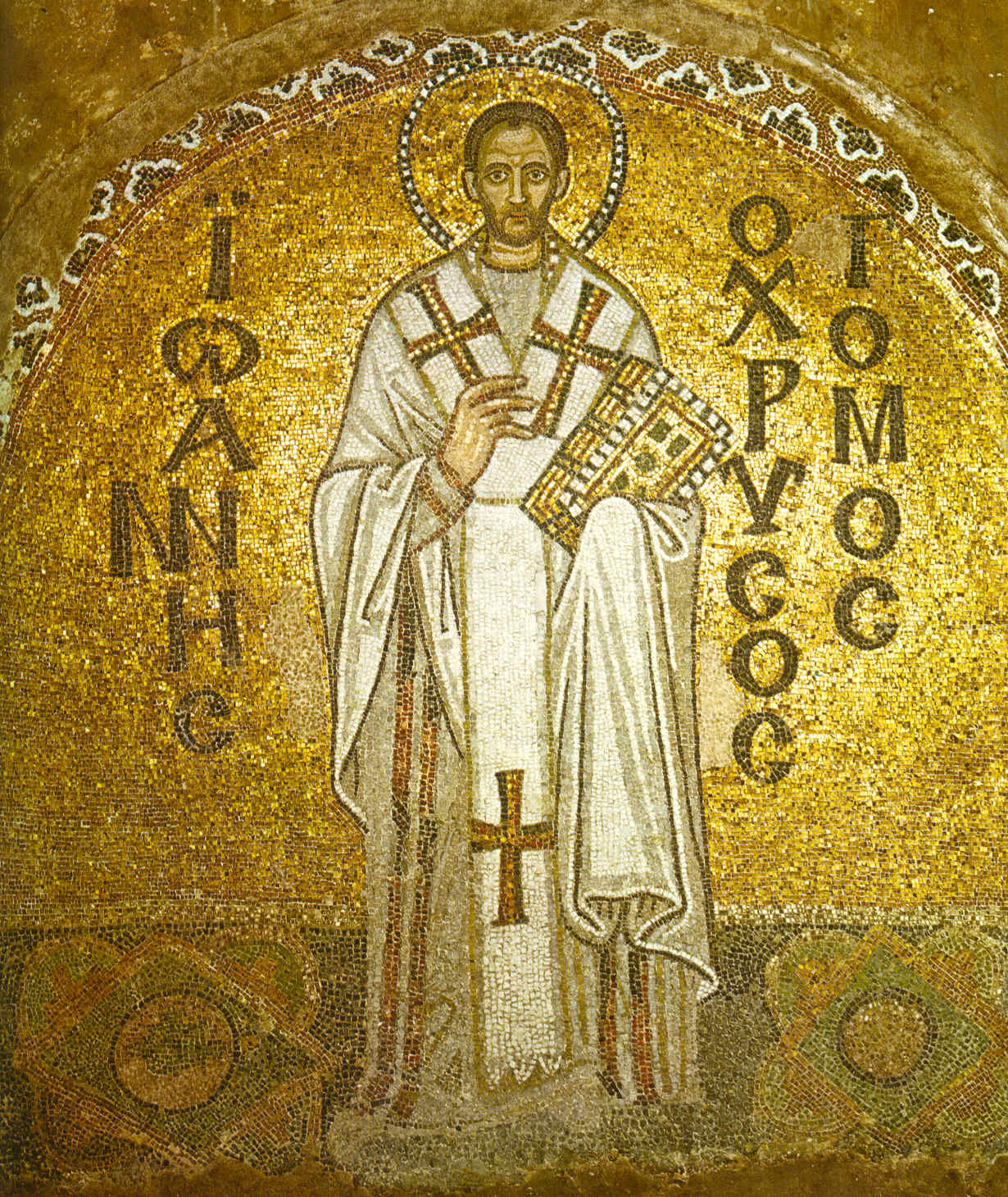
Иоанн Златоуст
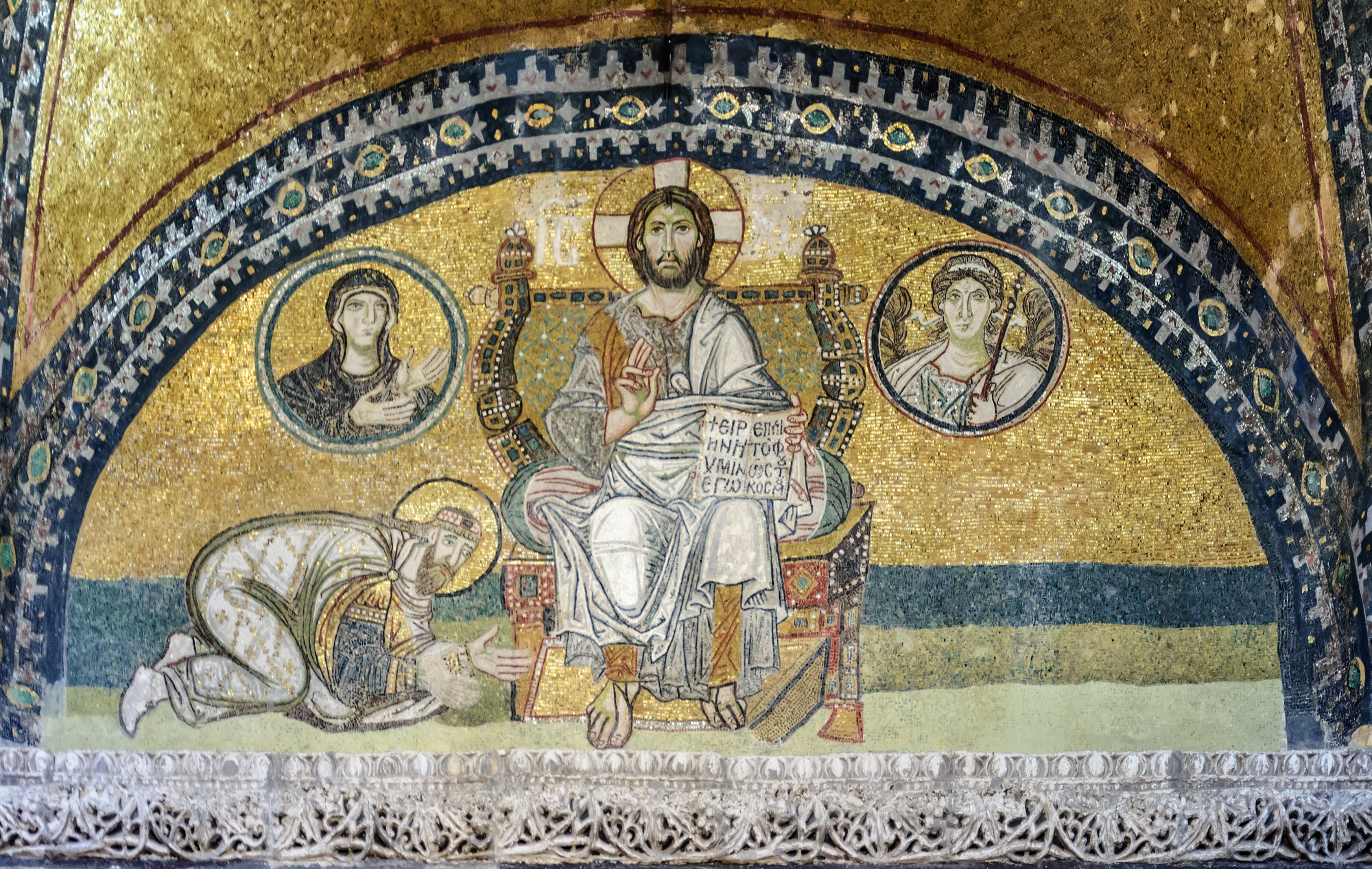
Император Лев VI преклоняет колени перед Иисусом Христом